# جیک جرویس
جیک جرویس (انگلیسی: Jake Jervis؛ زادهٔ ۱۷ سپتامبر ۱۹۹۱) یک بازیکن فوتبال است.